# Lumbee jezik
Lumbee jezik (ISO 639-3: lmz), jezik kojim su nekada govorili Indijanci Croatan ili Lumbee u obalnom području Sjeverne Karoline. Prema J. R. Swantonu možda su potomci Hatteras Indijanaca koj isu se pomiješali s bijelim doseljenicima među kojima je bilo Hrvata.
Lumbee ili Hrvatski Indijanci danas žive u okrugu Robeson u Sjevernoj Karolini i govore engleski; etničkih preko 30 000 (1977 SIL).

## Vanjske poveznice
- Ethnologue (14th)
- Ethnologue (15th)
- Lumbee; Croatan